# Internet Protocol Television
Internet Protocol Television (w skrócie IPTV) – technika umożliwiająca przesyłanie sygnału telewizyjnego w sieciach szerokopasmowych opartych na protokole IP.
IPTV jest to jedna forma oferowania telewizji cyfrowej, która polega na dostarczaniu wideo w sieci Internet i/lub Intranet. Jako medium transmisyjne wykorzystuje się dla niej sieci szerokopasmowe obsługujące protokół IP. Wśród tych ostatnich zdecydowanie dominują sieci bazujące na różnych odmianach techniki DSL (która jest również stosowana przez polskich operatorów telekomunikacyjnych do świadczenia w dużej skali usług szybkiego dostępu do Internetu). Każdy odbiornik STB posiada własny unikatowy adres IP, na który przesyłany jest strumień wideo z serwera. Strumień wideo najczęściej jest zakodowany w formacie MPEG-2, MPEG-4 część 2 lub innych formatach stosowanych do realizacji mediów strumieniowych w sieci Internet, takich jak WMV lub RealVideo.
Operator telekomunikacyjny, posiadający sieć dostępową, może oferować bezpośrednio usługi IPTV lub też udostępniać własną sieć innym usługodawcom dla takiej samej oferty. Telewizja IPTV pozwala na oferowanie dodatkowych możliwości interakcji, usług na żądanie, przewodników programowych oraz programu telewizyjnego na żywo.

## Zalety
Najczęściej popełnianym błędem przy mówieniu o IPTV jest utożsamianie jej z oglądaniem na ekranie komputera ściągniętych z Internetu plików wideo lub też korzystaniem z transmisji strumieniowej (YouTube) z poziomu stron www. IPTV nie korzysta z Internetu, a z wydzielonej części sieci, co jest bezpieczniejsze z punktu widzenia zagrożeń płynących z sieci (wirusy, ataki hakerów itd.) i gwarantuje znacznie mniejszą podatność na zmiany dostępnej szybkości transmisji niż to ma miejsce w Internecie.
Do korzystania z IPTV nie jest potrzebny komputer – można z niej korzystać mając telewizor podłączony do sieci za pośrednictwem tzw. przystawki telewizyjnej, czyli set-top boxa. To samo urządzenie może stać się także dekoderem dla telewizji cyfrowej.
Zgodnie z określeniem „interaktywna”, jakie pojawia się w nazwie IPTV, oglądający ma bardzo szerokie możliwości kreowania de facto własnego programu telewizyjnego, z doborem repertuaru audycji i czasu ich emisji, uzyskuje dostęp do wielu dodatkowych usług np. gier sieciowych, skrzynki pocztowej, informacji lokalnych itd., a nawet może w najnowszych rozwiązaniach opracowanych przez Alcatel na bieżąco komentować i wyrażać swoje emocje głosem lub za pomocą systemu awatarów (graficzne wyobrażenie użytkownika używane w Internecie) i emotikon (symbole graficzne obrazujące stany emocjonalne) w łączności z innymi widzami.

## Różnice w funkcjonalności w porównaniu z telewizją tradycyjną
Osoby, które miały do czynienia z nową usługą, zwracają uwagę przede wszystkim na szereg funkcji dających widzowi poczucie daleko idącej swobody w tym co, kiedy i w jaki sposób ogląda. Realizacja tego postulatu jest wynikiem zastosowania nie jednej konkretnej funkcji, ale szeregu z nich. Część operatorów zdecydowała się np. na udostępnienie zasobów filmowych w ramach modelu wideo na żądanie (VoD). W gruncie rzeczy usługa ta przypomina korzystanie z wirtualnej wypożyczalni wideo. Posługując się przyjaznym dla użytkownika interfejsem wyświetlanym na ekranie telewizora, odszukuje on interesujący go tytuł, a po zapoznaniu się z podstawowymi informacjami na jego temat, obejrzeniu zwiastuna, może rozpocząć seans. Rozliczenie takiej usługi może odbywać się w różny sposób. Płaci za pojedynczą projekcję, za dostęp do całego kanału czy też wybranych gatunków filmów itd. Podobne rozwiązania są już stosowane w wielu hotelach. Inną bardzo przydatną funkcją jest tzw. „time shifting”, czyli oglądanie z przesunięciem czasowym. Typowym zastosowaniem jest sytuacja, kiedy widz na pewien czas przełącza się na inny kanał np. w celu obejrzenia serwisu informacyjnego i nie chce stracić fragmentu filmu, który oglądał poprzednio. Z kolei osoby nie posiadające możliwości rejestracji całych audycji docenią usługę cyfrowego magnetowidu sieciowego – czyli PVR (ang. Network Personal Video Recorder). Pozwala ona na zapisywanie interesujących widza programów na zewnętrznym serwerze, a nie lokalnie, co uwalnia go od zakupu dodatkowego sprzętu – np. twardego dysku w przystawce telewizyjnej bądź całego komputera – i pozwala na odtworzenie całego zarejestrowanego materiału w dogodnej dla niego porze. Użytkownik obsługuje wszystkie funkcje IPTV bezpośrednio z ekranu telewizora za pośrednictwem przyjaznego menu graficznego, czyli tzw. interfejsu nawigacyjnego (ang. Electronic Program Guide). Usługodawca może w szerokim zakresie dostosowywać go zarówno pod względem formy, jak i zawartości do potrzeb swoich klientów.
IPTV to równie duża pomoc dla osób, które z różnych względów nie mogły do tej pory korzystać z dostępu do stron www czy poczty elektronicznej. Bez potrzeby zakupu komputera – te usługi są udostępniane wprost na ekranie telewizora. Więcej, to samo dotyczy gier sieciowych, z których mogli się cieszyć do tej pory właściciele PC i konsol. Żeby mówić o interaktywności i tworzyć prawdziwe społeczności widzów, które mogłyby przeżywać wspólnie i dzielić się wrażeniami na bieżąco np. emocjami towarzyszącymi spotkaniu reprezentacji piłkarzy, nieodzowne staje się udostępnienie dodatkowych kanałów komunikacji. W rozwiązaniu Alcatel Amigo – po dołożeniu mikrofonu do przystawki – widzowie mogą komentować na bieżąco wydarzenia rozgrywające się na ekranie korzystając z połączenia VoIP. Dodatkowo do dyspozycji widza jest system ikon, emoticonów, avatarów i chat.
Oprócz różnic natury funkcjonalnej IPTV oferuje także nową jakość obrazu. Już samo przejście na przekaz cyfrowy widać gołym okiem, a po uwzględnieniu możliwości transmisji telewizji wysokiej rozdzielczości HDTV (ang. High Definition TV), skok jakościowy jest jeszcze większy.

## Podobne określenia
Terminu IPTV nie należy mylić z podobnymi określeniami:
- telewizja interaktywna,
- telewizja internetowa.